# Consideraciones generales sobre la teoría de los complejos
Consideraciones generales sobre la teoría de los complejos (en alemán Allgemeines zur Komplextheorie) es un artículo publicado por Carl Gustav Jung en 1934. Constituye un excelente resumen de su trabajo sobre los complejos.

## Edición en castellano
- Jung, Carl Gustav (2004 [2ª edición 2011]). Obra completa de Carl Gustav Jung. Volumen 8: La dinámica de lo inconsciente. 3. Consideraciones generales sobre la teoría de los complejos (1934). Madrid: Editorial Trotta. ISBN 978-84-8164-586-6.

- Datos: Q2889801